# Tamás Szikora
Tamás Szikora (* 24. November 1943 in Nyíregyháza, Ungarn; † 22. April 2012 in Budapest) war ein ungarischer Maler, Grafiker, Papier-, Collage- und Objektkünstler des Neokonstuktivismus. Seine Motiv- und Materialwahl war der Arte Povera verwandt.

## Leben
Szikora beschritt anfangs eine akademische Ausbildung in der Metallurgie. 1968 graduierte er an der Abteilung für Metallurgie am Polytechnischen Institut „M. J. Kalinin“ in Leningrad. Von 1970 bis 1976 war er als Student der Hochschule für bildende Künste Schüler von Géza Fónyi (1899–1971), Sándor Veres und Simon Sarkantyu (1921–1989). Von 1977 bis 1980 arbeitete er als Derkovits-Stipendiat. Von 1982 bis 1991 war er außerordentlicher Professor an der Pädagogischen Hochschule in Esztergom und von 1985 bis 1986 Gastdozent an der Hochschule für Angewandte Kunst in Budapest. Ab 1990 lebte er in der Künstlerkolonie von Szentendre. 1992/93 verbrachte er mit einem Stipendium der Pollock-Krasner-Stiftung anderthalb Jahre in der Cité Internationale des Arts Paris. Ab 1992 arbeitete er dort jeweils zwei Monate im Jahr.
Anfangs schuf er Werke im Stil eines lyrischen Expressionismus. Ab 1982 fand er sein Sujet in Bleistiftzeichnungen, auf denen er mit illusionistischer Raumgestaltung experimentierte. Bald schuf er Grafiken aus mehreren Schichten übereinander geklebten, stellenweise aufgerissenen Papiers. Ab 1991 probierte er unterschiedliche Bildformen und Rahmungen aus. Etwa Mitte der 1980er Jahre fand er das Hauptmotiv einer über 25-jährigen Beschäftigung, die Kiste, die mit entsprechenden Fundstücken auf dem Flohmarkt begann. Dieses Sujet bearbeitete er sowohl in Zeichnungen und Ölbildern als auch in plastischen Collagen aus Holz und Styropor. Dabei unternahm Szikora geometrische Raumexperimente im Sinne des Konstruktivismus und kombinierte sie mit der subjektiven Perspektive des Objet trouvé. Beim Umgang mit Papier und Holz interessierte ihn deren natürliche Farbe, Oberflächenstruktur, Materialität und Gebrauchsspuren. Bei der farblichen Gestaltung bewegte er sich anfangs vorrangig in einem Spektrum aus Brauntönen, später nahm er insbesondere gelbe und weiße Töne hinzu. Besondere Bedeutung nehmen Schatten ein, die er auf seine Bilder malte oder kuratorisch durch Streiflicht auf seine dreidimensionalen Objekte erzeugt wird. Ein erstes Objekt der Serie seiner Boxen war 1985 auf der Biennale von São Paulo zu sehen.
Für seine Arbeiten, die er ab 1978 auf zahlreichen Einzel- und Gruppenausstellungen präsentierte und die in namhaften öffentlichen und privaten Sammlungen vertreten sind, etwa auch in der Ungarischen Nationalgalerie, erhielt Szikora mehrere Anerkennungen und Preise, darunter 1994 den renommierten Mihály-von-Munkácsy-Preis und 2010 die staatliche Würdigung als „Magyarország Érdemes Művésze“ (verdienstvoller Künstler Ungarns).